# Maria-Luise Rainer
 (Telfes im Stubai, 23 aprile 1959) è un'ex slittinista italiana.

## Biografia
Nata in un piccolo borgo del Tirolo austriaco, ma italiana di origine, ha partecipato a quattro edizioni consecutive dei Giochi olimpici invernali, prendendo parte, appena sedicenne, alle Olimpiadi di Innsbruck 1976, nella quale ha chiuso al sedicesimo posto; quattro anni più tardi a Lake Placid 1980 non è riuscita a concludere la gara, mentre a Sarajevo 1984 ha ottenuto la sua migliore prestazione ai Giochi terminando in sesta posizione. Si è ritirata dalle competizioni all'indomani della sua ultima partecipazione olimpica a Calgary 1988 conclusa alla quindicesima piazza.
In Coppa del Mondo ha conquistato il primo podio, nonché la prima vittoria, il 21 gennaio 1979 nel singolo a Imst. In classifica generale ha vinto il trofeo del singolo nel 1985/86, ed in altre sei occasioni è salita sul podio nella classifica finale di Coppa.
Ai campionati mondiali, ha conquistato una medaglia di bronzo a Königssee 1979 nel singolo, mentre a livello europeo può vantare una medaglia d'argento nel singolo ed una di bronzo nella gara a squadre.
Dopo il suo ritiro dalle competizioni ha ricoperto diverse cariche di prestigio, sia a livello nazionale come coordinatrice della nazionale giovanile, sia all'interno della FIL, quali quella di delegato tecnico nella Coppa del Mondo juniores, direttrice di gara ai Giochi olimpici di Torino 2006 e, dal 2010, è stata nominata coordinatrice sportiva della federazione internazionale di slittino.

## Palmarès

### Mondiali
- 1 medaglia:
  - 1 bronzo (singolo a Königssee 1979).

### Europei
- 2 medaglie:
  - 1 argento (singolo a Valdaora 1980);
  - 1 bronzo (gara a squadre a Königssee 1988).

### Coppa del Mondo
- Vincitore della Coppa del Mondo nella specialità del singolo nel 1985/86.
- 15 podi (tutti nel singolo):
  - 6 vittorie;
  - 3 secondi posti;
  - 6 terzi posti.

#### Coppa del Mondo - vittorie
| Data             | Luogo    | Paese      | Disciplina |
| ---------------- | -------- | ---------- | ---------- |
| 21 gennaio 1979  | Imst     | Austria    | Singolo    |
| 8 dicembre 1981  | Igls     | Austria    | Singolo    |
| 17 gennaio 1982  | Imst     | Austria    | Singolo    |
| 15 dicembre 1985 | Sarajevo | Jugoslavia | Singolo    |
| 22 dicembre 1985 | Valdaora | Italia     | Singolo    |
| 11 gennaio 1987  | Valdaora | Italia     | Singolo    |